# Jean-Pierre Grédy
Jean-Pierre Grédy (Alexandria, Egyiptom,  1920. augusztus 16. – Párizs, 2022. január 25.) francia drámaíró.

## Élete
Irodalmi és jogi tanulmányok után azért lépett be az IDHEC-be (francia filmtudományi intézet), mert forgatókönyveket szeretett volna írni. Ő írta a Julie de Carneilhan című film forgatókönyvét, amely Colette francia írónő 1941-es regénye alapján készült, Jacques Manuel rendezésében, Edwige Feuillère főszereplésével. Ezután találkozott Pierre Barillet-vel, akivel „szórakozásból” írta a Le Don d'Adèle-t, amely váratlan sikert aratott, meghaladta az ezer előadást, és megkapta a Tristan Bernard-díjat. A következő évtizedekben több mint húsz drámát írtak együtt. Egyes darabjaikat a Broadway-re adaptálták, köztük A kaktusz virágát (írta: Abe Burrows) és a Negyven karátot.
2022. február 6-án halt meg, élete 102. évében.

## Filmadaptációk
- Le Don d'Adèle, rendező: Émile Couzinet (Franciaország, 1951, a Le Don d'Adèle című darab alapján)
- Les femmes sont marrantes, rendezte: André Hunebelle (Franciaország, 1958, az Ami-ami című darab alapján)
- A kaktusz virága, rendezte: Gene Saks (USA, 1969, a Fleur de cactus című darab alapján)
- 40 Carats, rendezte: Milton Katselas (USA, 1973, a Quarante carats című darab alapján)
- Potiche, rendezte: François Ozon (Franciaország, 2010, a Potiche című darab alapján)
- Kellékfeleség, rendezte: Dennis Dugan (USA, 2011, A kaktusz virága című darab alapján)

## Forgatókönyvíróként
- Az éjszaka szépségei (rend. René Clair, 1952)

## Fordítás
Ez a szócikk részben vagy egészben  a   Jean-Pierre Gredy című angol Wikipédia-szócikk ezen változatának fordításán alapul.  Az eredeti cikk szerkesztőit annak laptörténete sorolja fel. Ez a jelzés csupán a megfogalmazás eredetét és a szerzői jogokat jelzi, nem szolgál a cikkben szereplő információk forrásmegjelöléseként.